# Джеймс, Джесси Грегори
Джесси Грегори Джеймс (англ. Jesse Gregory James, род. 19 апреля 1969) — американский телеведущий. Имеет мастерскую West Coast Choppers, в которой собирает на заказ эксклюзивные чопперы. Впервые появился на экране в передаче Motorcycle Mania, после чего снимался в сериях Monster Garage на Discovery Channel. Заявлял, что является родственником легендарного преступника XIX века Джесси Джеймса, это утверждение было опровергнуто The James Preservation Trust.

## Карьера

### Строительство мотоциклов и машин
Джесси открыл West Coast Choppers в гараже своей матери в 1992 году. Компания быстро росла и вскоре переехала в отдельное помещение. В West Coast Choppers было построено около 200 чопперов.

### Прочие предприятия
Джесси является владельцем ресторана «Cisco Burger», который открылся 28 апреля 2006 года; он находится на той же улице, что и West Coast Choppers.

### Телевидение
В 2000 году Discovery Channel снял документальный фильм Motorcycle Mania, в которой была отображена повседневная жизнь Джеймса. После успеха этого фильма Джеймс предложил Discovery Channel создать новое шоу под названием Monster Garage, где он и команда механиков будут переделывать автомобили за короткий срок.
Премьера его шоу, получившего название Jesse James is a Dead Man, состоялась 31 мая 2009 года. Передача установила рекорд: шоу смотрело свыше двух миллионов телезрителей. В этой программе Джеймс делает трюки, бросая вызов смерти.

## Личная жизнь
В 2002 году женился на порноактрисе Джанин Линдмалдер, их брак продлился до 2004 года.
Был женат на актрисе Сандре Буллок. В январе 2010 года пара усыновила мальчика Луиса Бардо. В начале 2010 года прессе стало известно, что Джесси Джеймс неоднократно изменял жене. В марте 2010 года пара рассталась. В апреле 2010 года Сандра подала на развод. Расторжение брака официально было завершено в июне. В том же году Сандра подала ходатайство на самостоятельное воспитание приёмного сына Луиса.
В сентябре 2011 года по инициативе Джеймса была разорвана его помолвка с Kat Von D.
В 2013 году Джеймс женился на Деджории, которая является профессиональной гонщицей и дочерью предпринимателя Джона Пола Деджории.
У Джесси Джеймса трое детей: Чендлер, Джесси младший и Санни. В апреле 2010 года им было 15, 12 и 6 лет соответственно.
С конца 2021 года Джеймс состоит в отношениях с бывшей звездой фильмов для взрослых Бонни Роттен. Они поженились 25 июня 2022 года.